# دیوانه‌سازی
دیوانه سازی یکی از راه‌های شکنجه در زندان‌ها است. خطاب کردن زندانیان به اسم دیوانه، دروغ گفتن در خصوص خانواده زندانیان مثل مرگ نزدیکان،‌ تشویق به خودزنی، خودکشی و استفاده از هر راهی برای تلقین به دیوانه بودن، از جمله اقدامات در این روش است.

## تاثیرات زندان بر روان
برخی از روانشناسان بر این باورند که زندان میتواند تاثیر مستقیم بر روی روان زندانیان بگذارد. در تحقیقاتی که در خصوص انزوای شدید انجام شده بود، نتیجه ای جز محو اجتماعی بودن از عادت های زندانیان نداشته است. اگر یک زندانی به مدت طولانی در انفرادی قرار بگیرد، این امر می‌تواند به مشکلات روانی برای زندانی را فراهم کند. کسانی که در زندان های انفرادی قرار گرفته اند، بیشتر از دیگران به خودکشی رو می آورند و برخی از آنان دچار وسواس های شدید می شوند. از زندان های انفرادی به عنوان زندان درون زندان یاد می شود.

## تاریخچه

### در زندان‌های آلمان نازی
از این روش در زندان‌های مربوط به جنگ جهانی دوم توسط آلمان‌های نازی استفاده می شود. به این روش راه حل نهایی گفته می شد.

### در زندان‌های شوروی
از این روش در زندان‌های شوروی کمی بعد از فروپاشی این حکومت استفاده می‌شد. در این روش، مخالفان سیاسی شوروی در مراکز روانپزشکی روسیه نگهداری می‌شدند و با شوک‌های الکتریکی و داروهای اختلال روانی، مورد شکنجه قرار می گرفتند. این برنامه پیشتر نیز در روسیه اجرا می شد، امروزه نیز برای ساکت کردن صدای مخالفان پوتین مورد استفاده قرار می گیرد.

### در زندان‌های ایران
به گزارش منابع خبری منتقد نظام جمهوری اسلامی ایران، این کشور در زندان‌های خود، از روش دیوانه‌سازی برای ساکت کردن زندانیان عموما سیاسی استفاده می کند. انتقال هنگامه شهیدی از زندان اوین به بیمارستان روانی در حالی که او بیماری قلبی داشته است از جمله این اقدامات بود. نازنین زاغری رتکلیف قربانی این برنامه بود که در سال ۱۳۹۸ به بیمارستان روانی امام خمینی منتقل شد. محمد علی طاهری ،کیانوش سنجری، سها مرتضایی حمید بقایی، هاشم خواستار، انسیه عبدالحسینی، میثم بهرام‌آبادی، زهرا جباری و امیرمهدی طبسی به عنوان قربانی این نوع شکنجه در دهه‌های اخیر در ایران بوده اند. از این روش در جلسات بازجویی و همینطور تحت فشار قرار دادن خانواده‌های زندانیان نیز استفاده می‌شود.